# Дресвянка (Харовский район)
Дресвянка — деревня в Харовском районе Вологодской области.
Входит в состав Харовского сельского поселения, с точки зрения административно-территориального деления — в Харовский сельсовет.
Расстояние до районного центра Харовска по автодороге — 20 км. Ближайшие населённые пункты — Кузьминское, Погост Никольский, Каплиха, Захаровское, Кузнечиха.
По переписи 2002 года население — 6 человек.